# آیریس بیری
آیریس بیری (به انگلیسی: Iris Bieri) (زاده ۱۹۸۴) کارشناس امور بین‌الملل و قائم‌مقام مدیر «پروژۀ ایران» است.

## سوابق تحصیلی و شغلی
او پیش از عهده‌دار شدن سمت فعلی‌اش در پروژۀ ایران، به عنوان نایب رئیس برنامهٔ «شبکهٔ ۲۰/۲۰» (سازمانی تخصصی در زمینهٔ سیاست خارجی که مقر آن در نیویورک قرار دارد)؛ دستیار تحقیق در مرکز مبارزه با تروریسم آکادمی نظامی ایالات متحده؛ هماهنگ‌کننده برنامه حل بحران در کمیتۀ خدمات دوستان آمریکا (از سال ۲۰۰۶ تا ۲۰۰۹؛ مدیر برنامه‌های سمینار خاورمیانه دانشگاه کلمبیا و مدیر پروژه در کمیتۀ خدمات دوستان آمریکایی (برای ۴ سال) به کار مشغول بوده است. همچنین در سال ۲۰۰۴ برای مدتی در مقر سازمان عفو بین‌الملل واقع در شهر سانتیاگو کشور شیلی به خدمت پرداخته و به عنوان مشاور ائتلاف تمدن‌ها به مدت سه ماه در قاهره حضور داشته است. او در قالب یکی از نمایندگان طرح «انجمن دوستی» (Fellowship of Reconciliation) در میانۀ سال‌های ۲۰۰۸ تا ۲۰۱۰ (۱۳۸۷ شمسی تا ۱۳۸۹؛ به احتمال زیاد حضور وی در سال ۲۰۰۹ میلادی و ۱۳۸۸ شمسی بوده باشد) به ایران سفر داشته است. مطابق آنچه در وبسایت این انجمن آمده، واسطۀ سفر وی به ایران لیلا زند بوده است.
بیری مدرک کارشناسی ارشد خود را در سال‌های ۲۰۰۹ تا ۲۰۱۱ در رشته روابط بین‌الملل از مدرسهٔ روابط عمومی و امور بین‌الملل دانشگاه کلمبیا (سیپا - SIPA) دریافت کرده و در حوزه‌های سیاستگذاری امنیت بین‌الملل و حل بحران‌ها و مسائل حوزهٔ خلیج فارس متخصص محسوب می‌شود. او همچنین از سال ۲۰۰۲ تا ۲۰۰۶ به تحصیل در مقطع کارشناسی رشتهٔ «هنر، جامعه‌شناسی و انسان‌شناسی آمریکای لاتین» در کالج ارلهام مشغول بوده است.
او علاوه بر زبان مادری خود (انگلیسی)، بر زبان اسپانیولی تسلط کامل دارد و در حال آموختن زبان فارسی است.

## دیدگاه دربارهٔ ایران
بیری در تاریخ ۲۴ نوامبر ۲۰۱۴ مصاحبه‌ای با شبکهٔ بی‌بی‌سی فارسی داشت و در آن بر لزوم حمایت احزاب سیاسی آمریکا از ادامهٔ گفت‌وگوهای هسته‌ای و رسیدن به یک توافق جامع با ایران تأکید کرد. او در این مصاحبه گفت که گزینه‌های دیگر آمریکا، از جمله حملهٔ نظامی به ایران، گزینه‌هایی پرهزینه خواهند بود.

## تألیفات
بیری تحت هدایت ویلیام اچ. لوئرز و با همکاری برخی دیگر از اعضای پروژهٔ ایران تألیفاتی به شرح زیر داشته است:
- گزینه‌های استراتژیک ایران: متعادل ساختن فشار با ابزار دیپلماسی (Strategic Options for Iran: Balancing Pressure with Diplomacy)؛ نویسندگان همکار: ویلیام اچ. لوئرز و پرسیلیا لوئیز؛ منتشر شده در آپریل 2013[۶]
- سنجش منافع و هزینه‌های تحریم‌های بین‌المللی علیه ایران (Weighing Benefits and Costs of International Sanctions Against Iran)؛ نویسندگان همکار: ویلیام اچ. لوئرز و پرسیلیا لوئیز؛ منتشر شده در دسامبر 2012[۷]
- رویکردی جدید در قبال ایران (For A New Approach to Iran)؛ نویسندگان همکار: توماس پیکرینگ، ویلیام اچ. لوئرز و جیمز والش؛ منتشر شده در جولای 2013[۸]
- سنجش منافع و هزینه‌های اقدام نظامی علیه ایران (Weighing Benefits and Costs of Military Action Against Iran)؛ نویسندگان همکار: ویلیام اچ. لوئرز و آستین لانگ؛ سپتامبر 2012[۹]
- نگاهی به یک توافق هسته‌ای جامع با ایران و ارزیابی دستاوردهای ما و طرف مقابل از تحریم‌های جدید (Looking to a Comprehensive Nuclear Agreement with Iran Assessing Claims and Counter Claims over New Sanctions)؛ نویسندگان همکار: ویلیام اچ. لوئرز و جیمز والش؛ منتشر شده در فوریه 2014[۱۰]
- ایران و همسایگانش: دلالت‌های منطقه‌ای برای سیاستگذاری آمریکا در خصوص یک توافق هسته‌ای (Iran and Its Neighbors: Regional Implications for U.S. Policy of a Nuclear Agreement)؛ نویسنده همکار: ویلیام اچ. لوئرز؛ منتشر شده در سپتامبر 2014[۱۱]
- سنجش نگرانی‌ها و اطمینان‌خاطرها دربارهٔ توافق هسته‌ای با ایران (Weighing Concerns and Assurances About a Nuclear Agreement with Iran)؛ نویسنده همکار: ویلیام اچ. لوئرز؛ منتشر شده در ژوئن 2015[۱۲]